# (6475) Refugium
(6475) Refugium  es un asteroide perteneciente al cinturón de asteroides, descubierto el 29 de septiembre de 1987 por Paul Wild desde el Observatorio de Berna-Zimmerwald, en Suiza.

## Designación y nombre
Refugium se designó inicialmente como 1987 SZ6. El nombre en latín significa refugio, como podría resultar de examinar los factores primos de (6475): (5) Astraea, diosa de la justicia; (7) Iris, el arco iris; y (37) Fides, diosa de la fe y la honestidad.

## Características orbitales
Refugium orbita a una distancia media del Sol de 3,145 ua, pudiendo acercarse hasta 2,642 ua y alejarse hasta 3,648 ua. Tiene una excentricidad de 0,160 y una inclinación orbital de 8,925° grados. Emplea en completar una órbita alrededor del Sol 2036,97 días.
Los próximos acercamientos a la órbita de Júpiter ocurrirán el 28 de junio de 2051, el 18 de diciembre de 2061 y el 22 de marzo de 2146.

## Características físicas
Su magnitud absoluta es 11,29. Tiene 29,642 km de diámetro. Su albedo se estima en 0,073.